# Уске стазе
„Уске стазе” је југословенски кратки научно-фантастични филм из 1995. године. Режирао га је Олег Јекнић који је написао и сценарио.

## Улоге
| Глумац             | Улога                                  |
| ------------------ | -------------------------------------- |
| Мирко Бабић        | Проф. Богдан Селимовић                 |
| Тања Бошковић      | Даринка (глас)                         |
| Драгана Ђукић      | Ања, студенткиња                       |
| Иван Јевтовић      | Млади Радул                            |
| Наташа Кличковић   | Млада Ружа                             |
| Љубица Ковић       | Десанка                                |
| Раша Попов         | Радул, сликар (као Радивој-Раша Попов) |
| Слободанка Рапајић | Млада Десанка                          |
| Светлана Спајић    | (глас, певачица)                       |
| Рената Улмански    | Ружа                                   |